# Dianella
Genre
Classification APG IV (2016)
Dianella est un genre de plantes herbacées de la famille des liliacées selon la classification classique de Cronquist (1981). Mais avec la classification phylogénétique APG IV (2016), le genre Dianella se retrouve dans la famille des Asphodelaceae.

## Liste d'espèces
Selon World Checklist of Selected Plant Families (WCSP) (10 juil. 2010) :
- Dianella acutifolia Schlittler (1940)
- Dianella adenanthera (G.Forst.) R.J.F.Hend. (1988)
- Dianella amoena G.W.Carr & P.F.Horsfall (1995)
- Dianella atraxis R.J.F.Hend. (1987)
- Dianella bambusifolia Hallier f. (1914)
- Dianella boliviana Schlittler (1940)
- Dianella brevicaulis (Ostenf.) G.W.Carr & P.F.Horsfall (1995)
- Dianella brevipedunculata R.J.F.Hend. (1987)
- Dianella caerulea Sims (1801)
- Dianella callicarpa G.W.Carr & P.F.Horsfall (1995)
- Dianella carolinensis Lauterb. (1913)
- Dianella congesta R.Br. (1810)
- Dianella crinoides R.J.F.Hend. (1987)
- Dianella daenikeri Schlittler (1940)
- Dianella dentata Schlittler (1940)
- Dianella ensifolia (L.) DC. (1802)
- Dianella fruticans R.J.F.Hend. (1991)
- Dianella haematica Heenan & de Lange (2007)
- Dianella incollata R.J.F.Hend. (1987)
- Dianella intermedia Endl. (1833)
- Dianella javanica (Blume) Kunth (1850)
- Dianella latissima Heenan & de Lange (2007)
- Dianella longifolia R.Br. (1810)
- Dianella monophylla Hallier f. (1914)
- Dianella nervosa R.J.F.Hend. (1987)
- Dianella nigra Colenso (1884)
- Dianella odorata Blume (1827)
- Dianella pavopennacea R.J.F.Hend. (1987)
- Dianella pendula Schlittler (1940)
- Dianella plicata Schlittler (1940)
- Dianella porracea (R.J.F.Hend.) Horsfall & G.W.Carr (1995)
- Dianella prunina R.J.F.Hend. (1987)
- Dianella rara R.Br. (1810)
- Dianella revoluta R.Br. (1810)
- Dianella saffordiana Fosberg & Sachet (1987)
- Dianella sandwicensis Hook. & Arn. (1832)
- Dianella serrulata Hallier f. (1914)
- Dianella stipitata Schlittler (1940)
- Dianella tarda Horsfall & G.W.Carr (1995)
- Dianella tasmanica Hook.f. (1858)
- Dianella tenuissima G.W.Carr (2006)